# FDP-Bundesparteitag 1988
Koordinaten: 50° 4′ 36″ N, 8° 14′ 40″ O

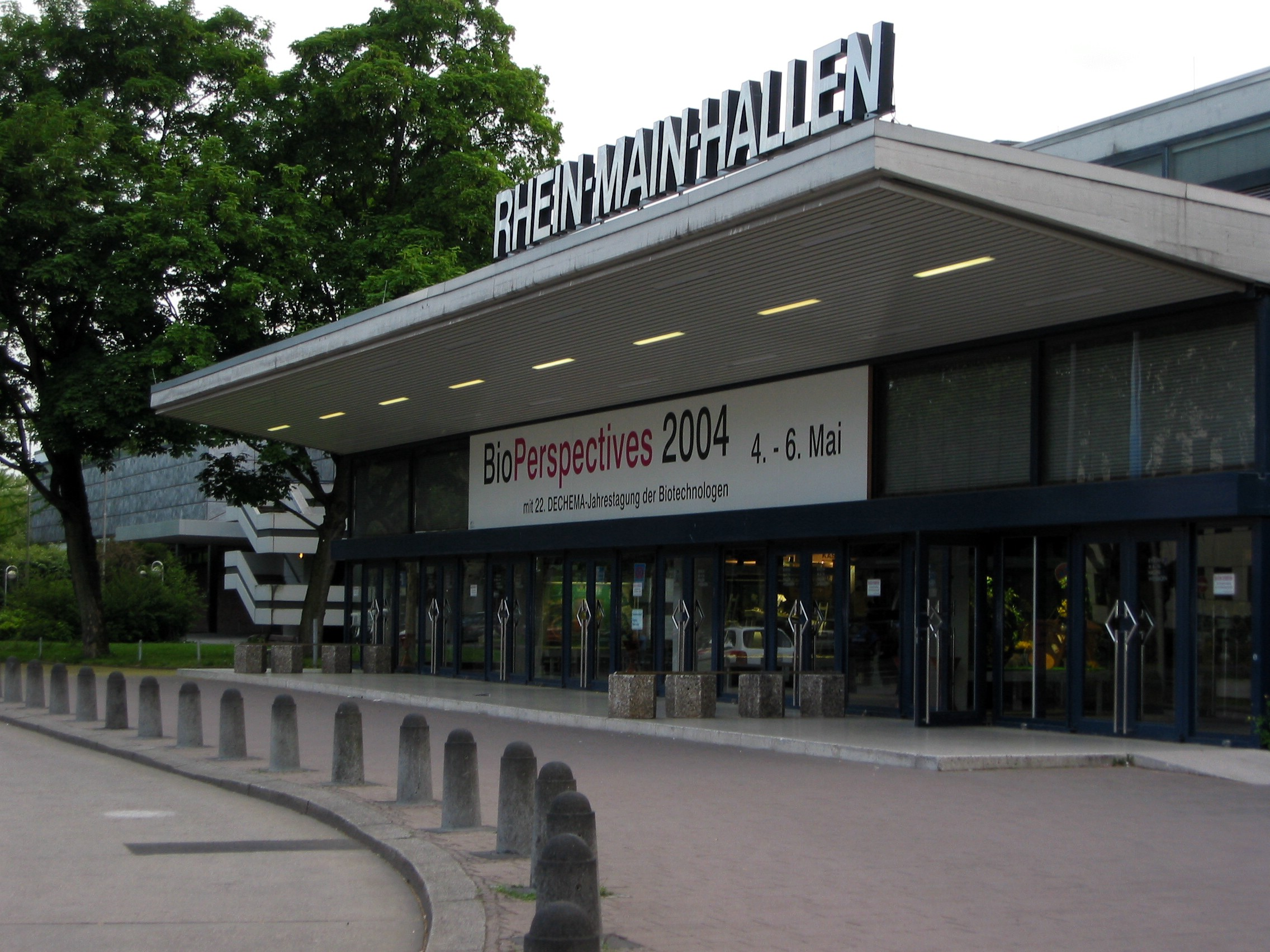
Rhein-Main-Hallen

Den Bundesparteitag der FDP 1988 hielt die FDP vom 7. bis 8. Oktober 1988 in Wiesbaden ab. Es handelte sich um den 39. ordentlichen Bundesparteitag der FDP in der Bundesrepublik Deutschland.

## Beschlüsse
Der Parteitag verabschiedete die „Wiesbadener Erklärung“ sowie Papiere zum bildungspolitischen Programm, zur Zukunft der Hochschulen, zum Numerus clausus im Studienfach Betriebswirtschaftslehre, zu den atomaren Gefechtsfeldwaffen bei den Rüstungskontrollverhandlungen, zum Entspannungsprozess, zur Weiterentwicklung der NATO, zum Kampfflugzeug „Jäger 90“, zu Tiefflügen, zur Reduzierung der militärischen Übungsintensität, zum US-Militärflughafen Wiesbaden-Erbenheim, zu Südafrika, zum Umwelthaftungsrecht, zum Entwurf eines Gesetzes zur Umweltverträglichkeitsprüfung, zur Einbeziehung von Ozon bei der Auslösung von Smogalarm, zur Abfallwirtschaft, zu den Altlasten der ehemaligen Rüstungsindustrie, zu den Fluorkohlenwasserstoffen, über Maßnahmen zum Schutz von Nord- und Ostsee, eine Antarktis-Resolution, zur Erdgassteuer, zum § 218-Prozess in Memmingen und zur Sportmedizin.
Auf dem Parteitag wurde Otto Graf Lambsdorff anstelle von Martin Bangemann zum neuen Bundesvorsitzenden gewählt. Irmgard Adam-Schwaetzer unterlag als Gegenkandidatin mit 187 zu 211 Stimmen.

## Bundesvorstand

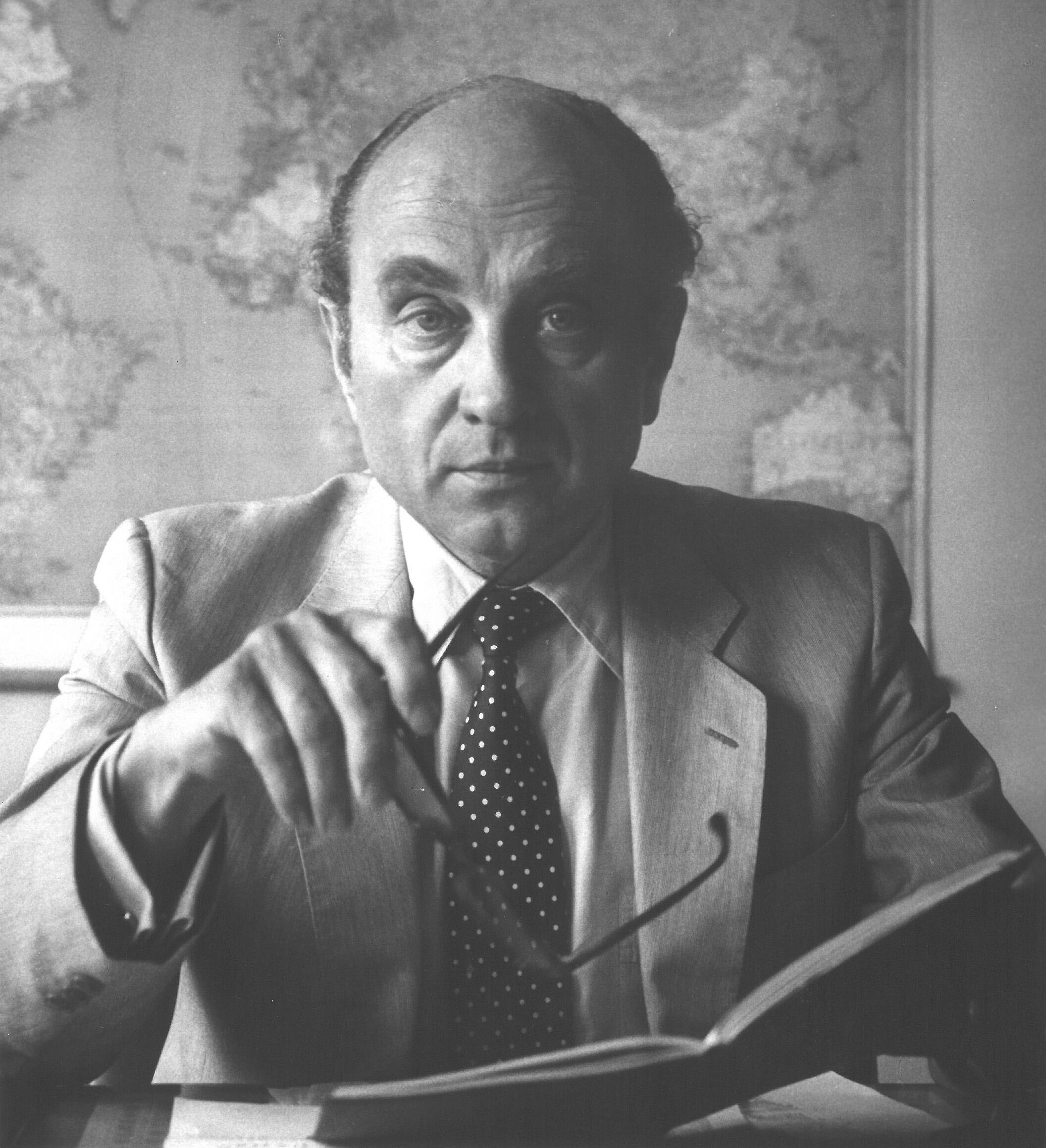
Otto Graf Lambsdorff

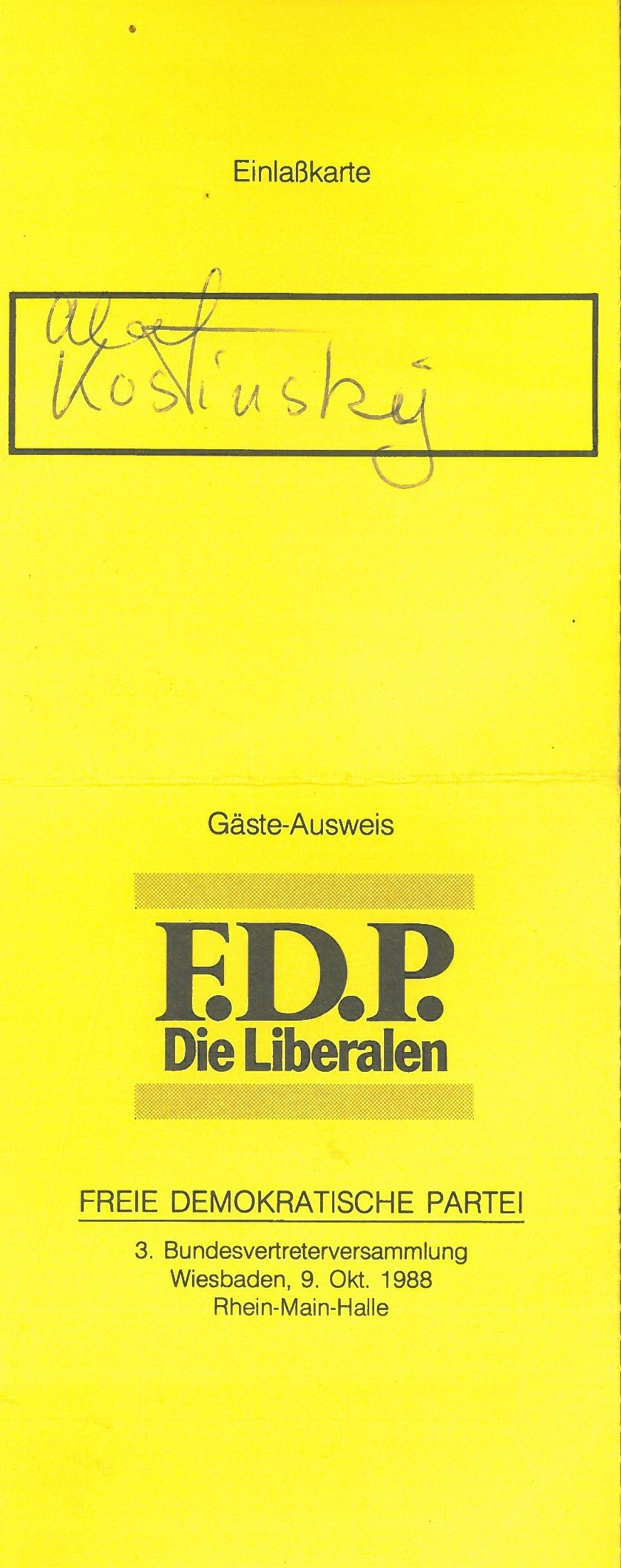
Gästeausweis

Dem Bundesvorstand gehörten nach der Neuwahl 1988 an:
| Vorsitzender                 | Otto Graf Lambsdorff |
| Stellvertretende Vorsitzende | Irmgard Adam-Schwaetzer, Gerhart Baum, Wolfgang Gerhardt |
| Schatzmeister                | Hermann Otto Solms |
| Beisitzer im Präsidium       | Georg Gallus, Hildegard Hamm-Brücher, Walter Hirche |
| Generalsekretärin            | Cornelia Schmalz-Jacobsen |
| Ständige Gäste im Präsidium  | Wolfgang Mischnick (Bundestagsfraktion), Rüdiger von Wechmar (MEP) |
| Ehrenvorsitzender            | Walter Scheel |
| Beisitzer im Bundesvorstand  | Mechthild von Alemann, Carola von Braun, Rainer Brüderle, Martin Grüner, Burkhard Hirsch, Ulrich Irmer, Heinrich Jürgens, Friedrich-Wilhelm Kiel, Karl-Hans Laermann, Jürgen Möllemann, Ingo von Münch, Walter Rasch, Horst Rehberger, Manfred Richter, Hermann Rind, Achim Rohde, Uwe Ronneburger, Ursula Seiler-Albring, Robert Vogel, Ruth Wagner, Guido Westerwelle, Otto Wilke, Torsten Wolfgramm, Werner Zywietz |
| § 19,3,1 der Satzung         | Hans-Dietrich Genscher, Hans A. Engelhard, Helmut Haussmann, Martin Bangemann |
| Ständige Gäste               | Klaus Beckmann, Dieter-Julius Cronenberg, Fritz Fliszar, Liselotte Funcke, Josef Grünbeck, Wolfgang Kubicki, Christoph Schenk, Hermann Oxfort, Helmut Schäfer |